# Antopal
Antopal (bělorusky Антопаль, Antopol) je sídlo městského typu v Drahičynském rajónu v Brestské oblasti v Bělorusku. K roku 2015 v něm žilo přibližně 1,5 tisíce obyvatel.
U města je železniční stanice na trati z Luniňce do Brestu.
V meziválečném období patřil Antopol do Poleského vojvodství druhé Polské republiky.
V roce 1941 obsadilo Antopol v rámce operace Barbarossa nacistické Německo, které následně zničilo zdejší židovské obyvatelstvo, které bylo v meziválečném období ve městě většinou.